# Lobodontini
Lobodontini – plemię ssaków płetwonogich z podrodziny Monachinae w obrębie rodziny fokowatych (Phocidae).

## Podział systematyczny
Do plemienia należą następujące występujące współcześnie rodzaje:
- Hydrurga Gistel, 1848 – amfitryta – jedynym przedstawicielem jest Hydrurga leptonyx (de Blainville, 1820) – amfitryta lamparcia
- Leptonychotes Gill, 1872 – weddelka – jedynym przedstawicielem jest Leptonychotes weddellii (Lesson, 1826) – weddelka arktyczna
- Lobodon J.E. Gray, 1844 – krabojad – jedynym żyjącym współcześnie przedstawicielem jest Lobodon carcinophaga (Hombron & Jacquinot, 1842) – krabojad foczy
- Ommatophoca J.E. Gray, 1844 – foczka – jedynym przedstawicielem jest Ommatophoca rossi J.E. Gray, 1844 – foczka mała

Opisano również rodzaje wymarłe:
- Acrophoca Muizon, 1981[16] – jedynym przedstawicielem był Acrophoca longirostris Muizon, 1981
- Hadrokirus Amson & Muizon, 2014[17] – jedynym przedstawicielem był Hadrokirus martini Amson & Muizon, 2013
- Homiphoca Muizon & Hendey, 1980[18] – jedynym przedstawicielem był Homiphoca capensis (Hendey & Repenning, 1972)
- Piscophoca Muizon, 1981[16] – jedynym przedstawicielem był Piscophoca pacifica Muizon, 1981